# Томассон, Йон-Даль
Йон-Даль То́массон (дат. Jon Dahl Tomasson; род. 29 августа 1976, Копенгаген) — датский футболист, нападающий. Участник двух чемпионатов мира и двух чемпионатов Европы. Является лучшим бомбардиром сборной Дании за всю её историю наравне с Поулем Нильсеном.

## Клубная карьера

### Ранняя карьера
Родился в Копенгагене, в семье Бьёрна Томассона и Лейлы-Даль Петерсен. Томассон начал играть в футбол в возрасте пяти лет в составе молодёжного клуба «Сольрёд», базирующегося вблизи города Кёге. В девять лет он переехал в один из самых больших клубов в этом районе — «Кёге». В ноябре 1992 года, в возрасте 16 лет, он дебютировал за клуб. В течение следующих двух лет он помог клубу получить повышение в классе два раза подряд. Первый раз к концу сезона 1993 года, когда клуб квалифицировался из нижней лиги Датской серии во 2-й дивизион; и к концу сезона 1994 года клуб в очередной раз квалифицировался, чтобы играть в следующем сезоне в 1-м дивизионе (второй по уровню чемпионат датского футбола).

### Херенвен
В декабре 1994 года, в возрасте 18 лет, Томассон согласился на переход из «Кёге» в голландский клуб «Херенвен» из Эредивизи. Основной игрок команды в сезоне 1995/96, нападающий также стал лучшим бомбардиром клуба, забив 14 голов в 30 матчах лиги. В сезоне 1996/97 он увеличил этот показатель до 18 голов и снова стал лучшим бомбардиром клуба. Вдобавок ко всему, он также стал футболистом года в Нидерландах в 1996 году, опередив таких футболистов, как Будевейн Зенден и Патрик Клюйверт.

### Ньюкасл Юнайтед
Его успех привлёк интерес других клубов, и в июле 1997 года он совершил громкий переход в клуб Английской Премьер-лиги «Ньюкасл Юнайтед», которым в то время руководил Кенни Далглиш. Далглиш видел в Томассоне идеальную пару для нападающего сборной Англии Алана Ширера. Первоначально связка работала хорошо: Томассон произвёл впечатление во время предсезонного товарищеского турнира в Ирландии. Однако травма, угрожающая карьере Ширера, в сочетании с неоднозначным переходом нападающего Леса Фердинанда в «Тоттенхэм Хотспур», привели к тому, что Томассон был переведён с привычной позиции атакующего полузащитника на позицию нападающего. Он изо всех сил пытался приспособиться к новому амплуа на поле и к английскому футболу.. Он забил всего четыре гола в 35 матчах во всех соревнованиях, а «Ньюкасл» опустился на 13-е место в сезоне 1997/98 после того, как в прошлом году финишировал вторым.

### Фейеноорд
Томассон вернулся в Эредивизи в июле 1998 года, где он присоединился к «Фейеноорду» в качестве атакующего полузащитника. Клуб выиграл чемпионат в сезоне 1998/99 и Суперкубок Нидерландов. Хотя «Фейеноорду» и не удалось повторить своё чемпионское достижение в последующие годы, команда всё же выступила достаточно хорошо, чтобы занять третье место в сезоне 1999/2000, второе место в 2000/01 годах и снова третье место в 2001/02 годах. В каждом из этих сезонов Томассону удавалось забивать большое количество голов, и он имел честь стать лучшим бомбардиром «Фейеноорда» в сезоне 2000/01, наколотив 15 мячей в Эредивизи. За этим последовало 17 голов в сезоне 2001/02, когда он сформировал партнёрские связи с товарищем по команде Пьером ван Хойдонком, которому удалось стать лучшим бомбардиром Эредивизи с 24 голами.
В 2002 году Томассон был неотъемлемым игроком команды «Фейеноорд», которая выиграла свой первый международный трофей за 26 лет, когда клуб одержал победу в турнире Кубка УЕФА 2001/02. Он забил четыре мяча в рамках турнира, а также отлично взаимодействовал с нападающим Пьером ван Хойдонком. Во время турнира они обыграли «Фрайбург», «Рейнджерс» «ПСВ» и «Интер», а в финале встретились с дортмундской «Боруссией». Томассон отметился голом, а встреча завершилась со счётом 3:2 в пользу «Фейеноорда», и впоследствии датчанин был признан лучшим игроком матча. Летом 2002 года контракт Томассона с «Фейеноордом» подходил к концу, и после триумфа в Кубке УЕФА, он решил переехать в Италию, чтобы выступать в Серии А за «Милан».

### Милан
В сезоне 2002/03, первом для Томассона в «Милане», клуб выиграл Кубок Италии. Томассона чаще всего использовали в качестве поздней замены, но ему удалось забить три гола в Лиге чемпионов УЕФА, и, таким образом, он поучаствовал в завоевании престижного трофея в мае 2003 года. Томассон пропустил финал из-за травмы, которую он получил в первом матче финала Кубка Италии 2003 года. В сезоне 2003/04 Томассон заработал больше игрового времени и сумел забить 12 голов в Серии А в победной кампании. В августе 2004 года он также был частью команды «Милан», которая выиграла Суперкубок Италии, одержав победу со счётом 3:0 над победителем Кубка Италии «Лацио».
В следующем сезоне 2004/05 он изо всех сил пытался завоевать место в стартовом составе «Милана». Он снова оказался в роли запасного, а потому и забил меньше голов по сравнению с предыдущим сезоном. В финале Лиги чемпионов УЕФА 2005 года против «Ливерпуля», он снова вышел на поле в качестве поздней замены, а когда финал должен был решиться в серии пенальти, датчанин был назван в числе бьющих игроков. Томассон забил в своей попытке, но «Милан» проиграл, поскольку Сержиньо, Андреа Пирло и Андрей Шевченко промахнулись. Когда нападающий Кристиан Вьери присоединился к клубу в июле 2005 года, Томассон стал лишним, и поэтому он согласился с «Миланом» на включение его в трансферный список.
Спустя годы, перед матчем 1/8 финала Лиги чемпионов УЕФА 2010/11 между «Челси» и «Копенгагеном», бывшего тренера «Милана» Карло Анчелотти, ныне менеджера «Челси», спросили о его отношении к датским футболистам: «Больше всего удивила датская трудовая этика, их особая способность выкладываться на тренировках. Это были очень профессиональные и опытные игроки. Наибольший характер проявлял Йон-Даль Томассон, которому всегда приходилось бороться за игровое время с нападающими мирового класса. Ему не было легко, но он никогда не сдавался и пытался использовать каждый шанс, который у него был».

### Штутгарт
В июле 2005 года немецкий клуб Бундеслиги «Штутгарт» заплатил «Милану» 7,5 миллионов евро, чтобы подписать с Томассоном четырёхлетний контракт. В «Штутгарте» Томассон присоединился к своему товарищу по сборной Дании Йесперу Грёнкьеру, но предстоящий сезон 2005/06 не был успешным ни для одного из них. Несмотря на то, что Томассону удалось стать лучшим бомбардиром «Штутгарта», забив восемь голов в Бундеслиге, клуб занял только девятое место. После кампании Грёнкьер покинул клуб, а Томассона стали связывать слухами с переходом в английский клуб «Бирмингем Сити». Однако, к концу трансферного окна в августе 2006 года он решил остаться в «Штутгарте», так как верил в лучший сезон 2006/07 для клуба. Действительно, в итоге «Штутгарт» станет новым чемпионом Бундеслиги. Но, к несчастью для Томассона, из-за травм он пропустит первую половину кампанию.

### Вильярреал
24 января 2007 года Томассон был отдан в аренду в «Вильярреал», выступающий в Чемпионате Испании. Датчанин был призван заменить травмированного нападающего Нихата Кахведжи на оставшуюся часть сезона 2006/07. Дебютировав за «Вильярреал» в игре против «Реал Мадрид», Томассон стал пятым футболистом, сыгравшим в Английской Премьер-лиги, Серии А, Бундеслиги и Ла Лиги. Это редкое достижение ранее было достигнуто только четырьмя игроками: Флорином Рэдучою, Георге Попеску, Абелем Шавьером и Пьером Воме.
Срок его арендного контракта истёк 1 июля 2007 года, но также предусматривал возможность выкупа трансфера. Клуб был доволен игрой Томассона за прошедшие шесть месяцев, поэтому всего за несколько дней приняли решение выплатить «Штутгарту» вторую половину от общей суммы трансферного сбора в размере 1 миллиона евро. Нападающий подписал двухлетний контракт. В первом матче Ла Лиги сезона 2007/08 Томассон забил гол в ворота «Валенсии» (3:0). Однако, Томассон в основном выходил на поле в кубковых играх, где ему удалось доказать свою ценность как эффективного нападающего, забив в общей сложности пять голов в восьми играх. Сезон стал для «Вильярреала» лучшим, поскольку клубу удалось занять второе место в чемпионате. Но на личном уровне для Томассона, конечно, это была разочаровывающая кампания из-за нехватки игрового времени и небольшого количества забитых голов.

### Возвращение в Фейеноорд
В результате неудачного сезона в «Вильярреале» в июне 2008 года он договорился с клубом о поиске возможного варианта для продолжения карьеры. Испанская спортивная газета Marca сразу связала его с голландским «Фейеноордом». Сначала Томассон отрицал слухи, называя их чистой спекуляцией. Однако, догадки вскоре подтвердились. В июле 2008 года он бесплатно покинул «Вильярреал» и вернулся в «Фейеноорд», поставив свою подпись под трёхлетним контрактом. Здесь он отлично стартовал с четырьмя голами в трёх играх. Но, к сожалению, за этим последовала длительная травма с конца сентября до конца января. И из-за этого он смог сыграть всего 14 игр за «Фейеноорд» в сезоне 2008/09.

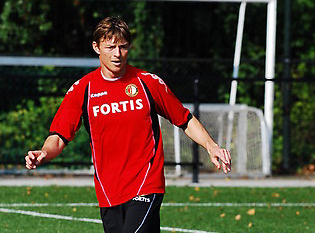
Томассон тренируется с «Фейеноордом», август 2008

В следующем сезоне 2009/10 ему снова пришлось бороться с несколькими травмами, но в течение кампании он всё же смог принять участие в 28 играх за «Фейеноорд», где забил в общей сложности 12 мячей, став лучшим бомбардиром клуба. Своим хорошим выступлением на поле он помог «Фейеноорду» занять четвёртое место в Эредивизи и выйти в финал Кубка Нидерландов. Финал был сыгран в два матча, по сумме которых «Фейеноорд» убедительно уступил «Аяксу» (1:6), но Томассон оставил свой след в истории клуба, забив единственный гол. Во время Чемпионата Мира 2010 года он, к сожалению, получил ещё одну серьёзную травму, которая испортила первую половину сезона 2010/11 за «Фейеноорд» — травма оказалась намного серьёзнее, чем предполагалось ранее. 15 августа его готовили к игре, повреждение не полностью зажило, и поэтому после слишком тяжёлой тренировки он снова оказался в лазарете. Томассон провёл свою первую игру только в январе 2011 года.

## Карьера в сборной
Томассон считался большим талантом в датском футболе, так как играл на всех уровнях за молодёжные сборные Дании. Он забил 10 голов в 16 играх за национальную сборную до 19 лет и был признан игроком года в Дании среди футболистов до 19 лет в 1994 году. Всего он забил 27 голов в 37 матчах различных национальных юношеских турнирах.
После двух хороших сезонов в «Херенвене» Томассона вызвали в сборную Дании, где он дебютировал 29 марта 1997 года в матче против Хорватии. Во время его пребывания в «Ньюкасле» из-за сокращения игрового времени Томассон выбыл из сборной Дании, и не попал на Чемпионат Мира 1998 года. Когда он перешёл в «Фейеноорд», то был возвращён в национальную команду в августе 1998 года и, забив шесть голов в семи матчах квалификации на ЕВРО-2000, быстро стал важной частью датской команды, играя на позиции атакующего полузащитника позади Эббе Санда. Он сыграл во всех трёх матчах Дании на главном турнире ЕВРО-2000, но не забил, а Дания выбыла из розыгрыша трофея на групповой стадии.
Томассон выступил на чемпионате мира 2002 года, где забил четыре гола в четырёх встречах (отличился в матчах против Уругвая, Сенегала и Франции). В матче с Францией он играл на острие атаки и забил второй гол своей сборной, при этом нарушив правила против Марселя Десайи. По ходу того же матча он получил небольшое повреждение паха, но доиграл встречу до конца, а перед матчем 1/8 финала против Англии пропустил тренировку команды. Тренер команды Мортен Ольсен пытался использовать это обстоятельство, чтобы запутать англичан, поэтому публично поставил под вопрос участие Томассона в турнире. Однако Томассон не только заявил о готовности сыграть, но и выразил твёрдую уверенность в победе. Датчане в итоге проиграли 0:3, а Томассон не отметился в матче результативными действиями.
Томассон также сыграл за Данию на ЕВРО-2004, где отметился тремя голами в четырёх играх и даже попал в символическую сборную турнира. На последующие два турнира Дания не пробилась.
28 мая 2010 года тренер сборной Дании Мортен Олсен объявил р включении Томассона в заявку сборной на чемпионат мира в ЮАР. 24 июня он забил Японии, но его сборная всё-таки проиграла (1:3) и попрощалась с турниром. Он был признан ФИФА лучшим игроком в составе Дании. Однако, некоторые фанаты и СМИ не согласились с руководящим органом мирового футбола.
Томассон забил в общей сложности 52 гола в 112 играх за Данию. Его карьера в сборной длилась с марта 1997 года по 2010 год, что сделало его одним из лучших бомбардиров сборной Дании вместе с Поулем Нильсеном. Он выступал на ЕВРО-2000, ЧМ-2002, ЕВРО-2004 и ЧМ-2010. 9 августа 2010 года Томассон забил свой последний 52-й гол на международной арене за Данию. После Чемпионата Мира 2010 года Томассон принял решение уйти из национальной сборной. «Мы прощаемся с потрясающим и фантастическим человеком», — сказал тренер национальной сборной Олсен, добавив, что Томассон был «лучшим командным игроком».

## Тренерская карьера

### Ранняя тренерская карьера
Томассон повесил бутсы на гвоздь 6 июня 2011 года и объявил, что будет помощником тренера в голландском клубе «Эксельсиор». Томассон возглавил клуб в начале сезона 2013/14, с которым подписал контракт на два года. «Рода» уволила своего главного тренера Рюда Брода 15 декабря и объявила 26 декабря 2013 года, что Томассон будет новым главным тренером. Он подписал контракт на 3,5 года, начиная с 3 января 2014 года. Был уволен 26 мая 2014 года после того, как «Рода» вылетела в низший дивизион, проработав в клубе пять месяцев.

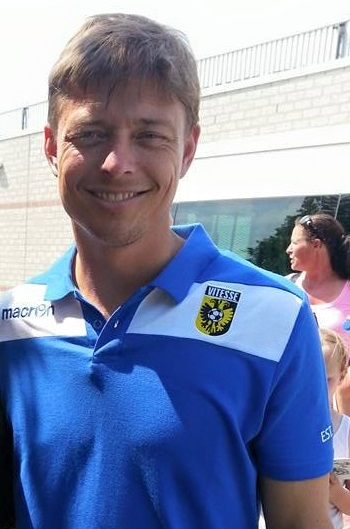
Йон-Даль Томассон в Витессе

19 июня 2015 года Томассон был назначен ассистентом главного тренера в «Витессе».
7 марта 2016 года Томассон стал помощником тренера в сборной Дании.

### Мальмё
5 января 2020 года Томассон был назначен новым менеджером шведской команды «Мальмё», которая выступает в Аллсвенскан. Он привёл команду к чемпионскому титулу в 2020 году в свой первый сезон в клубе.
Во втором сезоне за «Мальмё» датчанин вывел клуб в групповой этап Лиги чемпионов, одержав победы в четырёх квалификационных раундах, в том числе обыграв «Рейнджерс» и «Лудогорец». В декабре 2021 года Томассон и «Мальмё» выиграли второе подряд чемпионство.

### Блэкберн Роверс
14 июня 2022 года стал новым главным тренером английского футбольного клуба «Блэкберн Роверс», подписав трёхлетний контракт. В первом матче Чемпионшипа его подопечные обыграли «Куинз Парк Рейнджерс» со счётом 1:0, благодаря голу с дальней дистанции Луиса Трэвиса. «Блэкберн» финишировал на 7-м месте в первом сезоне Томассона в клубе, в последний момент проиграв борьбу за плей-офф и последующую возможность выйти в Премьер-лигу из-за разницы мячей.

## Личная жизнь
Томассон живёт в Нидерландах. У него двое сыновей: Лука (2008 г.р.) и Лиам (2012 г.р.) от жены-датчанки Лин Даль Томассон. Томассон имеет датские, финские и исландские корни.

## Статистика

### Матчи Томассона за сборную Дании
| Матчи Томассона за сборную Дании | Матчи Томассона за сборную Дании | Матчи Томассона за сборную Дании | Матчи Томассона за сборную Дании | Матчи Томассона за сборную Дании | Матчи Томассона за сборную Дании                                |
| -------------------------------- | -------------------------------- | -------------------------------- | -------------------------------- | -------------------------------- | --------------------------------------------------------------- |
| №                                | Дата                             | Соперник                         | Счёт                             | Голы Томассона                   | Соревнование                                                    |
| 1                                | 29 марта 1997                    | Хорватия                         | 1:1                              | —                                | Чемпионат мира 1998 (отбор)                                     |
| 2                                | 30 апреля 1997                   | Словения                         | 4:0                              | —                                | Чемпионат мира 1998 (отбор)                                     |
| 3                                | 8 июня 1997                      | Босния и Герцеговина             | 2:0                              | —                                | Чемпионат мира 1998 (отбор)                                     |
| 4                                | 20 августа 1997                  | Босния и Герцеговина             | 0:3                              | —                                | Чемпионат мира 1998 (отбор)                                     |
| 5                                | 19 августа 1998                  | Чехия                            | 0:1                              | —                                | Товарищеский матч                                               |
| 6                                | 5 сентября 1998                  | Беларусь                         | 0:0                              | —                                | Чемпионат Европы 2000 (отбор)                                   |
| 7                                | 14 октября 1998                  | Швейцария                        | 1:1                              | —                                | Чемпионат Европы 2000 (отбор)                                   |
| 8                                | 28 апреля 1999                   | ЮАР                              | 1:1                              | —                                | Товарищеский матч                                               |
| 9                                | 9 июня 1999                      | Уэльс                            | 2:0                              | 1                                | Чемпионат Европы 2000 (отбор)                                   |
| 10                               | 18 августа 1999                  | Нидерланды                       | 0:0                              | —                                | Товарищеский матч                                               |
| 11                               | 4 сентября 1999                  | Швейцария                        | 2:1                              | 1                                | Чемпионат Европы 2000 (отбор)                                   |
| 12                               | 8 сентября 1999                  | Италия                           | 3:2                              | 1                                | Чемпионат Европы 2000 (отбор)                                   |
| 13                               | 10 октября 1999                  | Иран                             | 0:0                              | —                                | Товарищеский матч                                               |
| 14                               | 13 ноября 1999                   | Израиль                          | 5:0                              | 2                                | Чемпионат Европы 2000 (отбор)                                   |
| 15                               | 17 ноября 1999                   | Израиль                          | 3:0                              | 1                                | Чемпионат Европы 2000 (отбор)                                   |
| 16                               | 29 марта 2000                    | Португалия                       | 1:2                              | 1                                | Товарищеский матч                                               |
| 17                               | 26 апреля 2000                   | Швеция                           | 0:1                              | —                                | Товарищеский матч                                               |
| 18                               | 3 июня 2000                      | Бельгия                          | 2:2                              | 1                                | Товарищеский матч                                               |
| 19                               | 11 июня 2000                     | Франция                          | 0:3                              | —                                | Чемпионат Европы 2000                                           |
| 20                               | 16 июня 2000                     | Нидерланды                       | 0:3                              | —                                | Чемпионат Европы 2000                                           |
| 21                               | 21 июня 2000                     | Чехия                            | 0:2                              | —                                | Чемпионат Европы 2000                                           |
| 22                               | 16 августа 2000                  | Фарерские острова                | 2:0                              | —                                | Чемпионат Северной Европы 2000—2001                             |
| 23                               | 2 сентября 2000                  | Исландия                         | 2:1                              | 1                                | Чемпионат мира 2002 (отбор) Чемпионат Северной Европы 2000—2001 |
| 24                               | 7 октября 2000                   | Северная Ирландия                | 1:1                              | —                                | Чемпионат мира 2002 (отбор)                                     |
| 25                               | 11 октября 2000                  | Болгария                         | 1:1                              | —                                | Чемпионат мира 2002 (отбор)                                     |
| 26                               | 15 ноября 2000                   | Германия                         | 2:1                              | —                                | Товарищеский матч                                               |
| 27                               | 28 марта 2001                    | Чехия                            | 0:0                              | —                                | Чемпионат мира 2002 (отбор)                                     |
| 28                               | 25 апреля 2001                   | Словения                         | 3:0                              | 1                                | Товарищеский матч                                               |
| 29                               | 2 июня 2001                      | Чехия                            | 2:1                              | 1                                | Чемпионат мира 2002 (отбор)                                     |
| 30                               | 6 июня 2001                      | Мальта                           | 2:1                              | —                                | Чемпионат мира 2002 (отбор)                                     |
| 31                               | 15 августа 2001                  | Франция                          | 0:1                              | —                                | Товарищеский матч                                               |
| 32                               | 1 сентября 2001                  | Северная Ирландия                | 1:1                              | —                                | Чемпионат мира 2002 (отбор)                                     |
| 33                               | 5 сентября 2001                  | Болгария                         | 2:0                              | 2                                | Чемпионат мира 2002 (отбор)                                     |
| 34                               | 6 октября 2001                   | Исландия                         | 6:0                              | —                                | Чемпионат мира 2002 (отбор)                                     |
| 35                               | 10 ноября 2001                   | Нидерланды                       | 1:1                              | —                                | Товарищеский матч                                               |
| 36                               | 13 февраля 2002                  | Саудовская Аравия                | 1:0                              | —                                | Товарищеский матч                                               |
| 37                               | 17 апреля 2002                   | Израиль                          | 3:1                              | 1                                | Товарищеский матч                                               |
| 38                               | 17 мая 2002                      | Камерун                          | 2:1                              | 1                                | Товарищеский матч                                               |
| 39                               | 26 мая 2002                      | Тунис                            | 2:1                              | —                                | Товарищеский матч                                               |
| 40                               | 1 июня 2002                      | Уругвай                          | 2:1                              | 2                                | Чемпионат мира 2002                                             |
| 41                               | 6 июня 2002                      | Сенегал                          | 1:1                              | 1                                | Чемпионат мира 2002                                             |
| 42                               | 11 июня 2002                     | Франция                          | 2:0                              | 1                                | Чемпионат мира 2002                                             |
| 43                               | 15 июня 2002                     | Англия                           | 0:3                              | —                                | Чемпионат мира 2002                                             |
| 44                               | 21 августа 2002                  | Шотландия                        | 1:0                              | —                                | Товарищеский матч                                               |
| 45                               | 7 сентября 2002                  | Норвегия                         | 2:2                              | 2                                | Чемпионат Европы 2004 (отбор)                                   |
| 46                               | 12 октября 2002                  | Люксембург                       | 2:0                              | 1                                | Чемпионат Европы 2004 (отбор)                                   |
| 47                               | 20 ноября 2002                   | Польша                           | 2:0                              | 1                                | Товарищеский матч                                               |
| 48                               | 12 февраля 2003                  | Египет                           | 4:1                              | 1                                | Товарищеский матч                                               |
| 49                               | 29 марта 2003                    | Румыния                          | 5:2                              | 1                                | Чемпионат Европы 2004 (отбор)                                   |
| 50                               | 2 апреля 2003                    | Босния и Герцеговина             | 0:2                              | —                                | Чемпионат Европы 2004 (отбор)                                   |
| 51                               | 30 апреля 2003                   | Украина                          | 1:0                              | —                                | Товарищеский матч                                               |
| 52                               | 20 августа 2003                  | Финляндия                        | 1:1                              | —                                | Товарищеский матч                                               |
| 53                               | 10 сентября 2003                 | Румыния                          | 2:2                              | 1                                | Чемпионат Европы 2004 (отбор)                                   |
| 54                               | 11 октября 2003                  | Босния и Герцеговина             | 1:1                              | —                                | Чемпионат Европы 2004 (отбор)                                   |
| 55                               | 16 ноября 2003                   | Англия                           | 3:2                              | 1                                | Товарищеский матч                                               |
| 56                               | 18 февраля 2004                  | Турция                           | 1:0                              | —                                | Товарищеский матч                                               |
| 57                               | 31 марта 2004                    | Испания                          | 0:2                              | —                                | Товарищеский матч                                               |
| 58                               | 28 апреля 2004                   | Шотландия                        | 1:0                              | —                                | Товарищеский матч                                               |
| 59                               | 30 мая 2004                      | Эстония                          | 2:2                              | 1                                | Товарищеский матч                                               |
| 60                               | 5 июня 2004                      | Хорватия                         | 1:2                              | —                                | Товарищеский матч                                               |
| 61                               | 14 июня 2004                     | Италия                           | 0:0                              | —                                | Чемпионат Европы 2004                                           |
| 62                               | 18 июня 2004                     | Болгария                         | 2:0                              | 1                                | Чемпионат Европы 2004                                           |
| 63                               | 22 июня 2004                     | Швеция                           | 2:2                              | 2                                | Чемпионат Европы 2004                                           |
| 64                               | 27 июня 2004                     | Чехия                            | 0:3                              | —                                | Чемпионат Европы 2004                                           |
| 65                               | 18 августа 2004                  | Польша                           | 5:1                              | —                                | Товарищеский матч                                               |
| 66                               | 4 сентября 2004                  | Украина                          | 1:1                              | —                                | Чемпионат мира 2006 (отбор)                                     |
| 67                               | 9 октября 2004                   | Албания                          | 2:0                              | 1                                | Чемпионат мира 2006 (отбор)                                     |
| 68                               | 13 октября 2004                  | Турция                           | 1:1                              | 1                                | Чемпионат мира 2006 (отбор)                                     |
| 69                               | 17 ноября 2004                   | Грузия                           | 2:2                              | 2                                | Чемпионат мира 2006 (отбор)                                     |
| 70                               | 9 февраля 2005                   | Греция                           | 1:2                              | —                                | Чемпионат мира 2006 (отбор)                                     |
| 71                               | 26 марта 2005                    | Казахстан                        | 3:0                              | —                                | Чемпионат мира 2006 (отбор)                                     |
| 72                               | 30 марта 2005                    | Украина                          | 0:1                              | —                                | Чемпионат мира 2006 (отбор)                                     |
| 73                               | 2 июня 2005                      | Финляндия                        | 1:0                              | —                                | Товарищеский матч                                               |
| 74                               | 8 июня 2005                      | Албания                          | 3:1                              | —                                | Чемпионат мира 2006 (отбор)                                     |
| 75                               | 17 августа 2005                  | Англия                           | 4:1                              | 1                                | Товарищеский матч                                               |
| 76                               | 3 сентября 2005                  | Турция                           | 2:2                              | —                                | Чемпионат мира 2006 (отбор)                                     |
| 77                               | 7 сентября 2005                  | Грузия                           | 6:1                              | 1                                | Чемпионат мира 2006 (отбор)                                     |
| 78                               | 8 октября 2005                   | Греция                           | 1:0                              | —                                | Чемпионат мира 2006 (отбор)                                     |
| 79                               | 12 октября 2005                  | Казахстан                        | 2:1                              | 1                                | Чемпионат мира 2006 (отбор)                                     |
| 80                               | 27 мая 2006                      | Парагвай                         | 1:1                              | 1                                | Товарищеский матч                                               |
| 81                               | 31 мая 2006                      | Франция                          | 0:2                              | —                                | Товарищеский матч                                               |
| 82                               | 1 сентября 2006                  | Португалия                       | 4:2                              | 1                                | Товарищеский матч                                               |
| 83                               | 6 сентября 2006                  | Исландия                         | 2:0                              | 1                                | Чемпионат Европы 2008 (отбор)                                   |
| 84                               | 7 октября 2006                   | Северная Ирландия                | 0:0                              | —                                | Чемпионат Европы 2008 (отбор)                                   |
| 85                               | 11 октября 2006                  | Лихтенштейн                      | 4:0                              | 2                                | Чемпионат Европы 2008 (отбор)                                   |
| 86                               | 6 февраля 2007                   | Австралия                        | 3:1                              | 2                                | Товарищеский матч                                               |
| 87                               | 24 марта 2007                    | Испания                          | 1:2                              | —                                | Чемпионат Европы 2008 (отбор)                                   |
| 88                               | 28 марта 2007                    | Германия                         | 1:0                              | —                                | Товарищеский матч                                               |
| 89                               | 2 июня 2007                      | Швеция                           | 0:3                              | 1                                | Чемпионат Европы 2008 (отбор)                                   |
| 90                               | 6 июня 2007                      | Латвия                           | 2:0                              | —                                | Чемпионат Европы 2008 (отбор)                                   |
| 91                               | 22 августа 2007                  | Ирландия                         | 0:4                              | —                                | Товарищеский матч                                               |
| 92                               | 8 сентября 2007                  | Швеция                           | 0:0                              | —                                | Чемпионат Европы 2008 (отбор)                                   |
| 93                               | 12 сентября 2007                 | Лихтенштейн                      | 4:0                              | 1                                | Чемпионат Европы 2008 (отбор)                                   |
| 94                               | 13 октября 2007                  | Испания                          | 1:3                              | 1                                | Чемпионат Европы 2008 (отбор)                                   |
| 95                               | 17 октября 2007                  | Латвия                           | 3:1                              | 1                                | Чемпионат Европы 2008 (отбор)                                   |
| 96                               | 21 ноября 2007                   | Исландия                         | 3:0                              | 1                                | Чемпионат Европы 2008 (отбор)                                   |
| 97                               | 6 февраля 2008                   | Словения                         | 2:1                              | 1                                | Товарищеский матч                                               |
| 98                               | 26 марта 2008                    | Чехия                            | 1:1                              | —                                | Товарищеский матч                                               |
| 99                               | 29 мая 2008                      | Нидерланды                       | 1:1                              | —                                | Товарищеский матч                                               |
| 100                              | 20 августа 2008                  | Испания                          | 0:3                              | —                                | Товарищеский матч                                               |
| 101                              | 6 сентября 2008                  | Венгрия                          | 0:0                              | —                                | Чемпионат мира 2010 (отбор)                                     |
| 102                              | 10 сентября 2008                 | Португалия                       | 3:2                              | —                                | Чемпионат мира 2010 (отбор)                                     |
| 103                              | 12 августа 2009                  | Чили                             | 1:2                              | —                                | Товарищеский матч                                               |
| 104                              | 5 сентября 2009                  | Португалия                       | 1:1                              | —                                | Чемпионат мира 2010 (отбор)                                     |
| 105                              | 9 сентября 2009                  | Албания                          | 1:1                              | —                                | Чемпионат мира 2010 (отбор)                                     |
| 106                              | 10 октября 2009                  | Швеция                           | 1:0                              | —                                | Чемпионат мира 2010 (отбор)                                     |
| 107                              | 14 октября 2009                  | Венгрия                          | 0:1                              | —                                | Чемпионат мира 2010 (отбор)                                     |
| 108                              | 27 мая 2010                      | Сенегал                          | 2:0                              | —                                | Товарищеский матч                                               |
| 109                              | 1 июня 2010                      | Австралия                        | 0:1                              | —                                | Товарищеский матч                                               |
| 110                              | 5 июня 2010                      | ЮАР                              | 0:1                              | —                                | Товарищеский матч                                               |
| 111                              | 19 июня 2010                     | Камерун                          | 2:1                              | —                                | Чемпионат мира 2010                                             |
| 112                              | 24 июня 2010                     | Япония                           | 1:3                              | 1                                | Чемпионат мира 2010                                             |

Итого: 112 матчей / 52 гола; 54 победы, 32 ничьи, 26 поражений.

## Достижения

### В качестве игрока
«Фейеноорд»
- Чемпион Нидерландов: 1998/99
- Обладатель Суперкубка Нидерландов: 1999
- Обладатель Кубка УЕФА: 2001/02

«Милан»
- Чемпион Италии: 2003/04
- Обладатель Кубка Италии: 2002/2003
- Обладатель Суперкубка Италии: 2004
- Победитель Лиги чемпионов: 2002/03
- Обладатель Суперкубка УЕФА: 2003

«Штутгарт»
- Чемпион Германии: 2006/2007

### В качестве тренера
«Мальмё»
- Чемпион Швеции: 2020; 2021

### Личные
- Лучший молодой футболист Дании до 19 лет: 1994
- Открытие года в Нидерландах: 1996
- Бронзовая бутса Чемпионата Мира: 2002 (4 гола)
- Футболист года в Дании: 2002, 2004
- Символическая сборная Чемпионата Европы 2004 года
- Лучший бомбардир Второго дивизиона Дании: 1994 (23 гола) и клуба Кёге (27 голов)
- Лучший бомбардир футбольного клуба Херенвен: 1995/96 (14 голов), 1996/97 (24 гола)
- Лучший бомбардир футбольного клуба Фейеноорд: 2000/01 (17 голов)
- Лучший бомбардир футбольного клуба Штутгарт: 2005/06 (11 голов)
- Лучший бомбардир футбольного клуба Фейеноорд: 2009/10 (12 голов)
- Лучший менеджер Швеции: 2020